# Team Ogi祭り

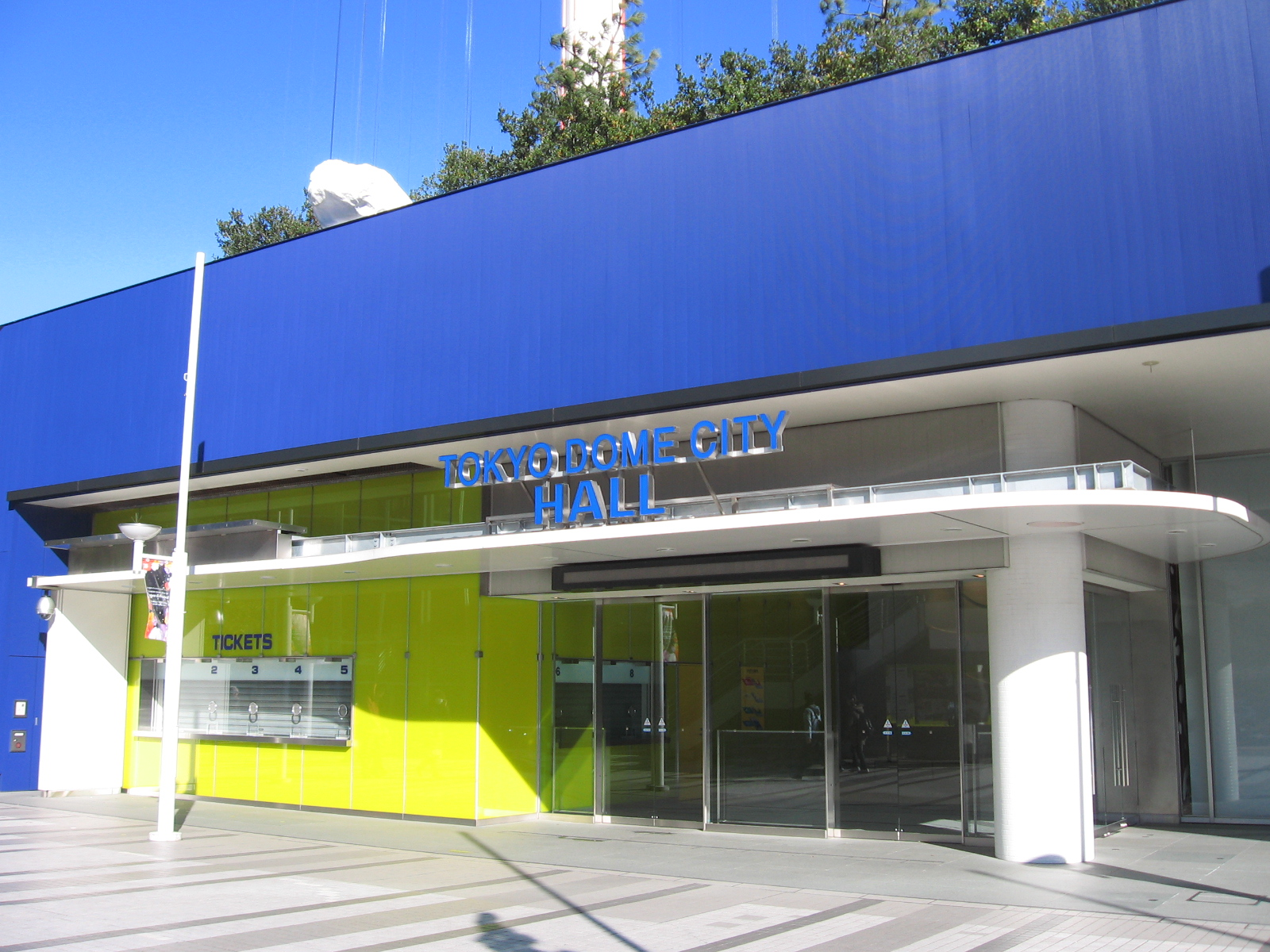
2011年の会場となった東京ドームシティホール（ミーツポート内）

Team Ogi祭り（チーム オギ まつり）は2010年・2011年の2回行われた、AKB48・SDN48メンバーを中心としたプロダクション尾木所属タレントが出演の音楽イベント。

## 概要
- 2010年は9月15・16日の2日間、SHIBUYA-AXで行われ、イベントの模様は北海道・宮城・新潟・東京・千葉・神奈川・愛知・大阪・広島・福岡の映画館で生中継された。
  - 両日共に同事務所所属女性タレントがゲスト出演した。
  - 企画制作：プロダクション尾木、ハンズオン・エンタテインメント
- 2011年は11月15日・16日の2日間、TOKYO DOME CITY HALLで行われ、イベントの模様は北海道・岩手・宮城・福島・東京（2か所）・千葉・埼玉・神奈川・新潟・石川・愛知・大阪（2か所）・広島・香川・福岡の17か所の映画館で生中継された。
  - 前年に引き続き同事務所所属タレントがゲスト出演したほか、1日目は高橋がMCを担当している「ミュージャック」から大西ライオンが、2日目は音組プレゼンツとして、渡辺がMCを担当している「GIRLS' FACTORY」から浅倉大介、高橋がレギュラー出演している「新堂本兄弟」から槇原敬之・加藤いづみがそれぞれゲスト出演し、小嶋がレギュラー出演している「有吉AKB共和国」からも酒井敏也が番組収録を兼ねて出演した。
  - また、韓国からSHINeeがゲストとして、KARA・少女時代がVTRコメント出演した。
  - 2012年以降は行われておらず、事実上前述2回のみの開催となった。

## 日程
2010年
- 9月15日　開場17:30／開演18:30
- 9月16日　開場17:30／開演18:30

2011年
- 11月15日　開場17:30／開演18:30
- 11月16日　開場17:30／開演18:30

## 出演者

### 2010年
AKB48 TeamOgi
- ノースリーブス
  - 小嶋陽菜
  - 高橋みなみ
  - 峯岸みなみ
- 渡り廊下走り隊
  - 仲川遥香
  - 平嶋夏海
  - 渡辺麻友
  - 多田愛佳
  - 菊地あやか
- 浦野一美（SDN48）
- 松原夏海
- 野中美郷
- 小森美果
- 岩佐美咲

ゲスト
- 城之内早苗
- 生稲晃子
- 三浦理恵子
- 横山ルリカ（アイドリング!!!）
- 河村唯（アイドリング!!!）
- いとうあさこ

### 2011年
AKB48 TeamOgi
- ノースリーブス
  - 小嶋陽菜
  - 高橋みなみ
  - 峯岸みなみ
- 渡り廊下走り隊7
  - 仲川遥香
  - 平嶋夏海
  - 渡辺麻友
  - 多田愛佳
  - 菊地あやか
  - 小森美果
  - 岩佐美咲（長良プロダクション所属）[注釈 1]
- 松原夏海
- 野中美郷
- 浦野一美（SDN48）

ゲスト
11月15日
- 太志（Aqua Timez）
- SHINee
- 大西ライオン
- KARA（VTRコメントゲスト）
- 少女時代（VTRコメントゲスト）

11月16日
- 横山ルリカ（アイドリング!!!）
- 河村唯（アイドリング!!!）
- 平松愛理
- 生稲晃子
- 浅倉大介
- 槇原敬之
- 加藤いづみ
- 酒井敏也

## 演目

### 2010年
9月15日
1. overture(Team Ogi!Ver.)
2. 3seconds（ペルソナ）
3. クリスマスプレゼント（ペルソナ）
4. MC
5. 青春のフラッグ（渡り廊下走り隊）
6. ギュッ（渡り廊下走り隊）
7. MC
8. 完璧ぐ〜のね（浦野、小嶋、松原、高橋、峯岸）
9. 初恋ダッシュ（渡り廊下走り隊）
10. MC
11. Lie（ノースリーブス、いとう）
12. MC
13. 風のバイオリン（渡辺）
14. 口移しのチョコレート（野中、平嶋、多田）
15. 片思いの対角線（松原、小森、岩佐）
16. 奇跡は夜生まれる（高橋）
17. MC
18. チューしようぜ!（小嶋、松原、高橋、峯岸、菊地、小森、横山、河村）
19. MC
20. 天国野郎（浦野、野中、仲川、平嶋）
21. MC
22. Relax!（ノースリーブス）
23. MC
24. 君しか（ノースリーブス）
25. タネ（渡辺、多田、岩佐）
26. ハートの温度（松原、野中、平嶋）
27. キスの流星 （仲川、菊地、小森）
28. Girls' talk（ノースリーブス）
29. Bye Bye Bye（ノースリーブス）
30. MC
31. 会いたかった（全員）

EN
1. バスストップ（全員）
2. 手のひら（全員）

9月16日
1. overture(Team Ogi!Ver.)
2. やる気花火（渡り廊下走り隊）
3. MC
4. 純愛のクレッシェンド（ノースリーブス）
5. キスの流星（ノースリーブスナ）
6. 鏡の中のジャンヌ・ダルク（浦野、野中、松原、菊地、小森）
7. MC
8. 麦わらでダンス（浦野、平嶋、多田、生稲）
9. あじさい橋（岩佐、城之内）
10. MC
11. 時の河を越えて（ノースリーブス）
12. MC
13. ギュッ（渡り廊下走り隊）
14. 完璧ぐ〜のね（渡り廊下走り隊）
15. 奇跡は夜生まれる（高橋）
16. 逆転王子様（野中、峯岸、小森）
17. ☆の向こう側（小嶋、松原、岩佐、多田）
18. 軟体恋愛クラゲっ娘（渡辺）
19. MC
20. 君しか
21. タネ（ノースリーブス）
22. 青春の木漏れ陽（ノースリーブス）
23. 初恋ダッシュ（松原、野中、小森、岩佐、生稲）
24. ゴメンナサイ（渡り廊下走り隊）
25. 走り隊 GO! GO! GO!（渡り廊下走り隊）
26. MC
27. アッカンベー橋（全員）
28. MC
29. ひこうき雲（全員）

EN
1. バスストップ（全員）
2. 手のひら（全員）

## 映像作品
「AKB48の関連作品#TeamOgi」を参照